# ألكسندر ري كولاسو
ألكسندر خورخي ماريا إيداليسيو رايموندو ري كولاسو (30 أبريل 1854 - 11 سبتمبر 1928) عازف بيانو برتغالي لأب فرنسي وأم إسبانية برتغالية.وملحن ومعلم للأمراء لويس فيليبي أمير الملكي للبرتغال وأخاه مانويل الثاني ملك البرتغال

## نشأته
والده ، بول تيوفيل أندريه ري ، مواطن فرنسي ولد في لارنكا ، قبرص ، ووالدته ماريا دي لوس دولوريس رايموندا باولا كولاسو ، ولدت في طنجة ، من أصل برتغالي إسباني.